# پیچند خشکی

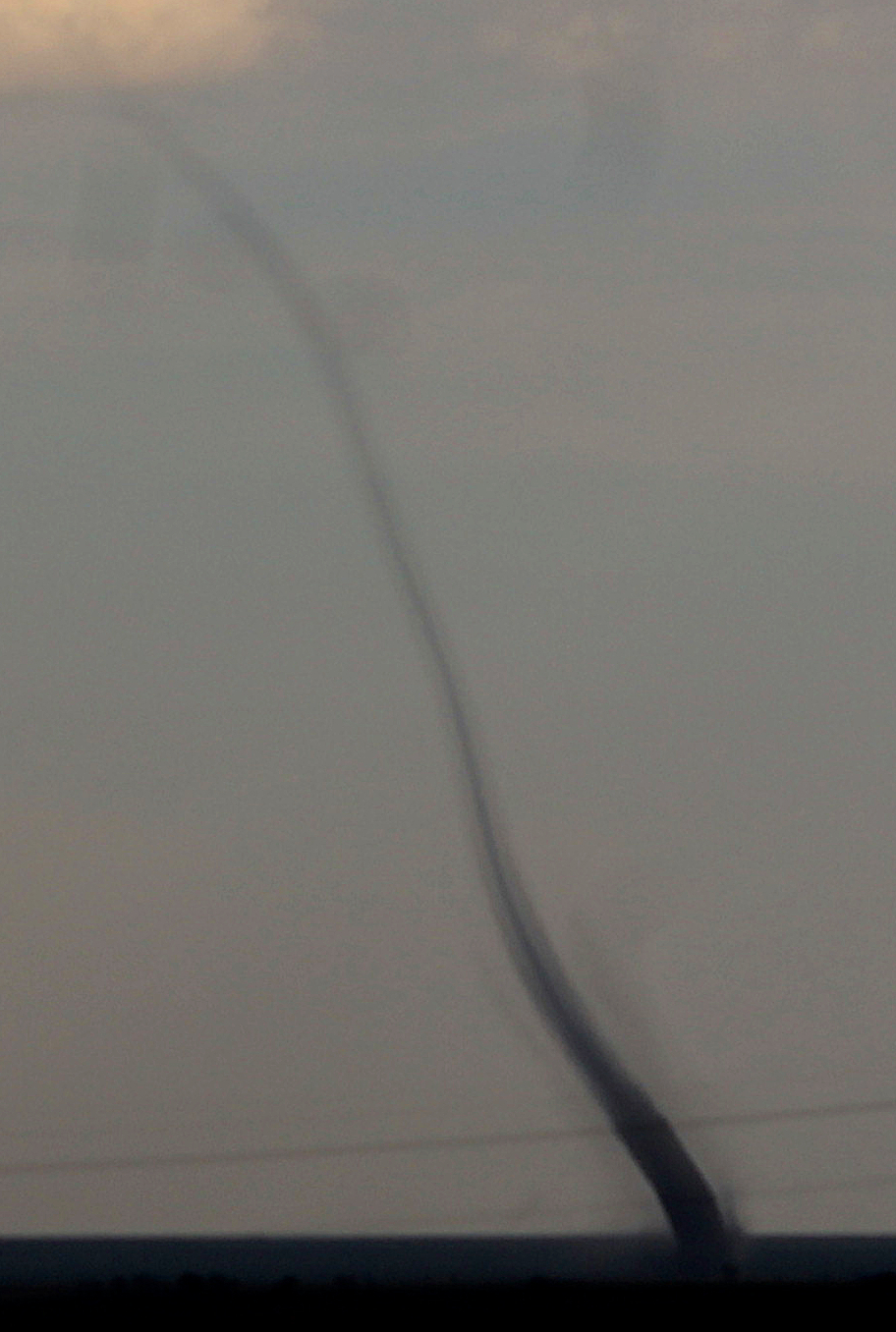
یک پیچند خشکی که از توفان تندری‌در حال گسترش در شینی ولز، کلرادو شکل گرفته است. پیچندهای خشکی در کلرادوی شرقی بسیار رایج هستند.

پیچند خشکی (انگلیسی: Landspout) اصطلاحی است که توسط هاوارد بلواستاین دانشمند علوم جوی در سال ۱۹۸۵ ساخته شد و برای پیچندهایی که با میان‌چرخند مرتبط نیستند، به‌کار می‌رود. واژه‌نامه هواشناسی پیچند خشکی را این‌گونه تعریف می‌کند:
"عبارت محاوره‌ای توصیف‌کننده پیچندهایی است که با ابر والد در مرحله رشد و همراه با تاوایی آن رخ می‌دهد و از لایه مرزی سیاره‌ای سرچشمه می‌گیرد.
ابر والد میان‌چرخند سطح میانی از قبل موجود را در خود ندارد. پیچند خشکی به این دلیل نامگذاری شده که شبیه «یک پیچند دریایی ضعیف فلوریدا کیز بر روی خشکی» به نظر می‌رسد.
پیچندهای خشکی معمولاً ضعیف‌تر از پیچندهای مرتبط با میان‌چرخندهایی هستند که در توفان تندری اَبَرسلولی ایجاد می‌شوند

## ویژگی‌ها
پیچند خشکی نوعی پیچند (تورنادو) است که در مرحله رشد ابر کومه‌ای ستبر و در مواردی ابر کومولونیمبوس شکل می‌گیرد و هنگامی پدید می‌آید که یک جریان عمودی تاوایی لایه مرزی را به سمت بالا در محوری عمودی کشیده و آن را به یک تاوه قوی می‌فشارد. پیچندهای خشکی همچنین می‌توانند به دلیل برهم‌کنش‌ها از مرزهای برون‌شارشی رخ دهند، زیرا گاهی می‌توانند باعث افزایش همگرایی و تاوایی در سطح شوند. این پیچندها معمولاً کوچک‌تر و ضعیف‌تر از پیچندهای اَبَرسلولی هستند و از یک میان‌چرخند یا چرخش از پیش موجود در ابر تشکیل نمی‌شوند. به دلیل این عمق کمتر، اندازه کوچک‌تر و شدت ضعیف‌تر، پیچندهای خشکی توسط رادارهای هواشناسی داپلر (NWS) شناسایی نمی‌شوند.

## چرخه حیات
پیچند خشکی به‌دلیل شکل‌گیری در ارتباط با میان‌چرخندها و تحت جریان‌های صعودی، به‌طور کلی کمتر از ۱۵ دقیقه طول می‌کشد؛ با این حال، آنها می‌توانند به‌طور قابل‌توجهی در مدتی طولانی‌تر باقی بمانند و آسیب قابل‌توجهی ایجاد کنند. پیچندهای خشکی تمایل به پیشرفت در مراحل قابل‌تشخیص شکل‌گیری، بلوغ و پراکندگی دارند و معمولاً هنگامی که یک جریان عمودی نزولی یا بارش قابل توجه در نزدیکی آن‌ها رخ می‌دهد، ضعیف و محو می‌شوند. پیچندهای خشکی ممکن است در خطوط یا گروه‌هایی از چندین پیچند تشکیل شوند.

## آسیب
پیچندهای خشکی معمولاً بر پایه مقیاس بهبودیافته فوجیتا در سطح EF0 یعنی سرعت ۸۵–۶۵ مایل در ساعت (آسیب جزئی) هستند که در آن شدت باد کم و ضعیف است. با این حال، بادهای درون پیچند خشکی می‌توانند به سرعت ۱۰۰ مایل در ساعت (MPH) نیز برسند.